# معامل أنيس عبيد

عرض برنامج تعليمي لحاسوب ويندوز 95، وتم ترجمته إلى العربية عن طريق معامل أنيس عبيد

أنيس عبيد في عقد الخمسينات من القرن العشرين

معامل أنيس عبيد هي شركة ومجموعة معامل مصرية متخصصة في ترجمة الأفلام الأجنبية إلى اللغة العربية، يقع مركزها الرئيسي في شارع عبد الخالق ثروت بالقاهرة.

## النشأة
قامت معامل أنيس عبيد بالقاهرة - مصر بترجمة كمية مهولة من الأفلام الأجنبية، خاصة أفلام هوليوود إلى اللغة العربية، وتخصصت في طبع تلك الترجمات على نسخ العرض السينمائي لتلك الأفلام، وشرائط الفيديو.
بدأت الشركة بترجمة فيلم «لص بغداد» فقد كان لدى عبيد خطوات مليئة بالثقة تجاه الترجمة، بترجمتهما، كانت هي البداية الحقيقية لفتح بوابة إلى عالم المتعة والترفيه.

## أنيس عبيد
ولد رائد الترجمة أنيس عبيد سنة 1909 وتخرج من كلية الهندسة، بعد ذلك سافر إلى باريس - فرنسا، للحصول على درجة الماجستير في الهندسة. وكان من أوائل من قاموا بطبع الترجمة على الأفلام في الأربعينيات، ومن أوائل من قاموا بدمج الترجمة على 16مم في العالم. وظل منفرداً بالعمل على ذلك طوال 40 عاماً حتى سنة 1944. وكان أول فيلم قام بترجمته هو فيلم روميو وجوليت.
توفي أنيس عبيد عام 1988م.